# Александър I Шотландски
Александър I (на шотландски келтски: Alaxandair mac Maíl Choluim) e крал на Шотландия (1107 – 1124). Възцарява се на престола след смъртта на брат си крал Едгар I.

## Биография
Роден е през 1078 г. в Дънфърмлин. Той е петият син на крал Малкълм III Шотландски и Маргарет Шотландска.
Жени се за Сибила Нормандска (1092 – юли 1122), незаконнородена дъщеря на крал Хенри I и лейди Сибила Корнът. След нейната смърт при неизяснени обстоятелства на едно островче на езерото Лох Тей, Александър построява в нейна памет там параклис. От този брак нямат деца и Александър не се жени повторно.
Знае се за един негов незаконнороден син, който воюва срещу чичо си Дейвид I, заловен е от него и хвърлен в тъмница, където вероятно остава до края на дните си.
Александър умира в двора си в замъка Стърлинг и подобно на останалите членове на семейството му е погребан в абатството Дънфърмлин.
След неговата смърт на трона се възкачва брат му Дейвид I.